# Cedega
Cedega, tidigare även känt som WineX, är ett kommersiellt alternativ till Wine för Windows-ersättning under GNU/Linux. Cedega utvecklas av det kanadensiska företaget TransGaming Technologies. Fördelen med Cedega är att det är specialanpassat för spel och inte för vanliga program. Det sker en tämligen snabb uppdateringstakt och därför stöds även de nyare spelen när de kommer ut på marknaden.
Cedega utgick från den kod som Wine hade 2002, när Wine fortfarande fanns tillgängligt under X11-licens. Det året hade Wine gått över till en LGPL-licens för att förhindra stängda derivat av deras källkod. Wine och Cedega har sedan dess gjorts om i grunden på flera områden och har idag väldigt få likheter med varandra.
Den som inte vill betala för de färdiga Cedega-paketen kan använda programmet genom att själv bygga Cedega via CVS. Detta fungerar dock inte för alla spel, då endast betalversionen har stöd för de kopieringsskydd som spelföretagen använder.